# Ursus arctos collaris
El oso pardo siberiano (ursus arctos collaris), también conocido como oso pardo de Yakutia al estar presente principalmente en dicha república rusa, es una subespecie de oso pardo cuyo hábitat se extiende a lo largo del río Yenisei, el río Lena, las montañas Altái, llegando hasta el norte de Mongolia y los Montes Stanovoi por el sur de su área de distribución.
Tienen un tamaño medio inferior a los osos pardos que habitan en la Península de Kamchatka (ursus arctos beringianus), aunque se han encontrado algunos ejemplares que los igualan en tamaño, y superior al resto de subespecies que se distribuyen por el resto de Europa. Otra diferencia con respecto a otras variedades europeas la constituye el hecho de ser preferentemente carnívoros, cazando ungulados como el reno o el alce, liebres y en ocasiones carroña. En cambio no parece gustarles la miel.
Originariamente Cuvier sólo clasificó a los osos que habitaban en la parte alta del curso del río Yenisei como miembros de esta variedad, caracterizados por tener una piel densa, suave y una franja en el cuello de color clara. Posteriormente las variedades yeniseensis y sibiricus fueron igualmente incluidas dentro de la subespecie collaris a pesar de no contar con dicha peculiaridad en sus cuellos.